# Torkos csütörtök

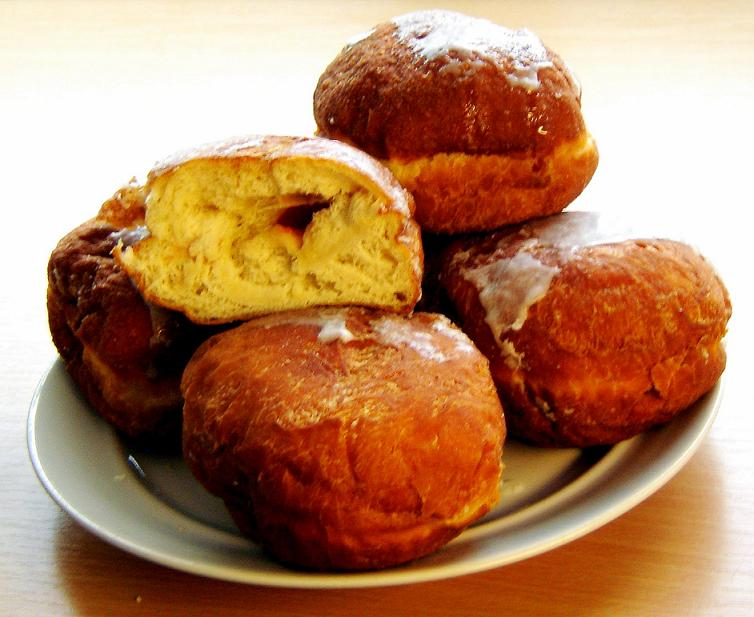
A lengyelek kedvenc étele a pączki, melyet tłusty czwartek alkalmából fogyasztanak.

A torkos csütörtök a farsang különleges napjainak egyike, mely valaha része volt a magyar népszokásoknak is. Lényege, hogy – a közelgő nagyböjt előtt – ezen a napon bőségesen fogyasztottak zsírban gazdag, és egyben a farsangi időszakhoz kötődő ételeket (pl. fánk), valamint megengedett volt a szokásosnál mohóbban, torkosabban étkezni.

## Története
A 20. század második felében hazánkban történt politikai változások azonban nagyban módosították a farsangi szokásokat is: módszeresen szerveztek és szerveznek néha ma is nagyböjti hétvégékre, sőt akár hamvazószerda napjára is munkahelyi és iskolai összejöveteleket, bálokat, bőséges étkezéssel járó rendezvényeket. A torkos csütörtök hagyománya ennek következtében hamar megkopott és elhalt.
A rendszerváltást követően még évekig nem emlegették a torkos csütörtököt, mígnem a Magyar Turizmus Zrt. kezdeményezésére, egyfajta vendéglői reklámfogásként az utóbbi években újjáélesztették emlékét, hagyományát. Eredeti napja a hamvazószerda előtti csütörtök: azon európai országokban (pl. Olaszországban giovedì grasso, Lengyelországban tłusty czwartek, Németországban Fetter oder Schmotziger Donnerstag), ahol hagyománya folyamatos, ma is ekkor tartják. Magyarországon a hamvazószerda utáni csütörtökre helyezve élesztették újjá, egyes források szerint ennek az oka a gazdaságosság, és azért esne erre a napra, mert a háztartásban mégis megmaradt húsételek, hogy ne vesszenek kárba – úgymond – engedélyezett az elfogyasztásuk eme napon.
A régi magyar népszokás szerint a hamvazószerda előtti napon, azaz húshagyó kedden kellett elfogyasztani az utolsó húsételeket, ezt követően a háziasszonyok a főzőedényeket a szokásosnál is alaposabban mosták el, nehogy hús- vagy zsírmaradványok kerüljenek a hamvazószerdával kezdődő nagyböjt ételeibe. Meglepő tehát azt feltételezni, hogy a korábbi, a mainál sokkal szigorúbb katolikus szabályozás, a mainál jóval erősebben őrzött néphagyományok idején a torkos csütörtök hamvazószerda után lett volna. Ennek ellenére egyes magyar források és népi elnevezések (kisfarsang, csonka csütörtök, halottak húshagyata) azt a látszatot keltik, hogy hazánkban a régebbi időkben is a jelenleg használatos időpontban tarthatták meg. Az utóbb említett megközelítést olvashatjuk A Magyar Néprajzi Lexikonban, miszerint a hamvazószerdát követő második böjti napon a böjtöt megszakítják, annak céljából, hogy a farsangi ünnepségek után megmaradt hús ételek elfogyasztásra kerüljenek. Elképzelhető, hogy ugyanaz az elnevezés két teljesen különböző indíttatású és eredetű szokást is takar, amelyek megtartása függhetett az adott terület többségi vallásfelekezetétől.
Általában a keresztény világban a torkos csütörtök a farsangi főszezon, a karnevál első napja. Az ezt követő pénteki napon – mivel a régi katolikus szabályok szerint minden pénteki napon Jézus halálának emlékére böjtösen étkeztek – a lendület alább hagyott, szombattól kezdve azonban egészen hétfő éjjelig, kedd reggelig tarthatták a mulatságokat. Kedden este – nehogy véletlenül is átlépjék az éjfélt, és így hamvazószerda napján bálozzanak – már nem volt különösebb ünneplés.

## Elnevezései
Egyéb nevei: zabálócsütörtök, tobzócsütörtök, kövércsütörtök (Erdélyben), bodozúcsütörtök, csonka csütörtök, halottak húshagyjatik (húshagyata, csetertekik), kisfarsang (utóbbi többjelentésű szó, a karácsonyi időszakot megelőző ünnep elnevezése is).
A nagy eszem-iszom emléke az ismert farsangi mondás is: „Inkább a has fakaggyon, mintsem az étel megmaraggyon!”

## A „Torkos Csütörtök” ma Magyarországon
2006-ban Magyarországon a Magyar Turizmus Zrt. kezdeményezésére felelevenítették a torkos csütörtök néphagyományát. Ezen a napon az akcióban részt vevő éttermekben és egyéb vendéglátóipari egységekben féláron fogyaszthatnak a vendégek. E reklámfogás célja, hogy az embereket visszaszoktassák a vendéglőkbe.